# Chännick

## Chännick
Chännick [ˈçɛnɪk] ist ein Jugendwort aus dem Jahr 2025. Es ist ein universell einsetzbares Wort, welches sowohl als Verb, Substantiv oder Adjektiv verwendet werden kann. Chännick kann als Ersatz für egal welches Wort verwendet werden Z.B. für der Typ. 2025 wurde das Jugendwort Chännick sogar dutzendfach bei der Wahl zum Jugendwort des Jahres abgegeben, es kam allerdings nicht in die Top 10. Der universell einsetzbare Jugendwort Chännick stammt ursprünglich aus einer Hanauer Schulklasse, hat aber mittlerweile nichts mehr mit dieser Klasse zu tun. Chännick wird von weitaus mehr Meschen benutzt. Besonders im Sprachgebrauch im Jugendumfeld oder auf Diversen online Platformen.

## Definition Jugendwort Chännick
Chännick, der / die / das
[ˈçɛnɪk], Plural: Chännicks oder Chännicke
Wortart: Substantiv, umgangssprachlich, jugendsprachlich (auch als Verb oder Adjektiv verwendet)    

## Bedeutung
1.Person, deren Name nicht einfällt oder bewusst nicht genannt wird.
 Beispiel: „Dieser eine Chännick aus der Parallelklasse hat wieder komplett gechännickt.“
2.Gegenstand, dessen genaue Bezeichnung unklar, vergessen oder unwichtig ist.
 Beispiel: „Reich mir mal den Chännick da auf dem Tisch.“
3.beliebig einsetzbares Füllwort für Handlungen, Tätigkeiten oder Zustände.
 Beispiel: „Wir haben gestern einfach nur rumgechännickt.“
4.humorvoll genutzter Ausdruck, um Dinge, Menschen oder Situationen zu kommentieren, ohne konkret zu werden.
 Beispiel: „Der Film war irgendwie voll Chännick – strange, aber witzig.“

## Herkunft
Ursprünglich lautmalerisch und aus dem deutschsprachigen Jugendumfeld entstanden; genauer betrachtet stammt das Jugendwort Chännick aus einer gewöhnlichen Hanauer Schulklasse;

## Verwendung
Flexibles Allzweckwort, das in Gesprächen verwendet wird, wenn ein konkreter Begriff fehlt oder absichtlich vage gesprochen wird. Oft mit ironischem oder neckendem Unterton. Universell einsetzbar 

## Beugung
der Chännick, des Chännicks, dem Chännick, den Chännick
(auch: die Chännicke – Pluralform variabel und frei wählbar)

## Wortfamilie
chännicken (Verb) – „Hör mal auf zu chännicken.“
chännickig (Adjektiv) – „Das war eine echt chännickige Aktion.“*Definition Jugendwort Chännick*                                                                                                                                                                                                                                                                Chännick, der / die / das
[ˈçɛnɪk], Plural: Chännicks oder Chännicke
Wortart: Substantiv, umgangssprachlich, jugendsprachlich (auch als Verb oder Adjektiv verwendet)